# Vladimir Lončarević
Vladimir Lončarević (Zagreb, 26. srpnja 1960.), hrvatski je esejist, publicist, književni povjesničar, književni teoretičar i kroatist.

## Životopis
Rodio se je u Zagrebu. U Zagrebu je studirao kroatistiku na Filozofskom fakultetu, na kojem je diplomirao 1985. godine. Kao student je već bio u dodiru s novinarskim i uredničkim poslom, uređujući Jordan, studentski religiozno-kulturni list. 
Poslije je radio u glasilu INA-e Vjesnik INA-e kao novinar. U Obnovljenom životu je bio redaktor i lektor. Jedno je vrijeme boravio u Sloveniji, gdje je u Ljubljani uređivao bilten slovenskih Hrvata Korijene. U tom je razdoblju bio glavnim urednikom katoličkog lista MI, a još je duže u istom listu uređivao posebni prilog Zbor.
Vrativši se u Hrvatsku 1997., radio je pri Ministarstvu javnih radova, obnove i graditeljstva te od 1999. bio je pomoćnikom savjetnika Predsjednika Republike u Uredu predsjednika (za pitanja političkog sustava kod Stjepana Mesića, savjetnika Siniše Tatalovića ). 
Nakon toga predaje na zagrebačkom Filozofskom fakultetu Družbe Isusove predmete s područja graničnih tema književnosti i religije.
Njegov autorski rad čine brojni predgovori i pogovori, a osobito brojni članci iz područja religije, kulture i književnosti, kojih je preko dvjesta. Objavljeni su u brojnim novinskim tiskovinama i časopisima. Radovi su mu uglavnom u listu MI i u Obnovljenom životu. Osim članaka, vodio je i uredio brojne razgovore u tim listovima. Uredio je i priredio dosta knjiga, koje su sadržajem mahom pjesničke zbirke te knjige za mladež. Suautorom je dviju knjiga. Pisao je za reviju Marulić. Sudionik je Dana kršćanske kulture.
Magistrirao je 2002. na književnom radu Ljubomira Marakovića. Doktorirao je 2005. na Hrvatskim studijima na temi hrvatskog katoličkog pokreta: Književnost i hrvatski katolički pokret (1900. - - 1945.) - Teorijske i programske odrednice, književna politika i organizacijska struktura.
Redovnim je članom ocjenjivačkog suda Susreta hrvatskoga duhovnoga književnoga stvaralaštva Stjepan Kranjčić.

## Djela (izbor)

### Knjige
- Luči Ljubomira Marakovića Nakladnik: Filozofsko-teološki institut Družbe Isusove 2003.
- Oslobađanje povijesti, 1997., zbirka eseja.

### Kao suautor i priređivač
- Hvaljen budi, Gospodine moj: sveti Franjo u hrvatskom pjesništvu, antologija, (priredili Vladimir Lončarević, Božidar Petrač, Nevenka Videk)
- Krist u hrvatskom pjesništvu: antologija duhovne poezije od Jurja Šižgorića do naših dana, 2007.
- Drago Čepulić: Život i duh, studije i eseji
- Ferdo Rožić: Katolički kulturni putokazi. Članci i govori, 2011.

## Vanjske poveznice
|  | Wikicitati imaju zbirke citata o temi Vladimir Lončarević |

- Vladimir Lončarević u CROSBI-ju